# Козинцы (Киевская область)
Козинцы́ (укр. Козинці) — село, входит в Бородянский район Киевской области Украины.
Население по переписи 2024 года составляло 981 человек. Почтовый индекс — 07855. Телефонный код — 4577. Занимает площадь 34,7 км². Код КОАТУУ — 3221083501.

## История
Деревня имеет давнюю историю, которая уходит во времена правления княгини Ольги. Между селами Хмельная и Козинцы в лесу сохранились остатки Змеевого вала. В 15-16 в. состояло из двух поселений. Относилось к Михайловскому монастырю. Церкви никогда не было, только воскресно-приходская школа от храма Рубежа.

## Местный совет
07855, Киевская обл., Бородянский р-н, с. Козинцы, ул. Шевченко, 95